# Partido Liberal de Ontario
El Partido Liberal de Ontario (en francés: Parti libéral de l'Ontario y en inglés: Ontario Liberal Party) es un partido político de centro de la provincia de Ontario, en Canadá. El partido se alinea ideológicamente con el Partido Liberal de Canadá, pero las dos formaciones son independientes desde el punto de vista organizativo. El parlamentario John Fraser dirige la formación provisionalmente, tras la dimisión de su anterior líder Steven Del Duca tras los malos resultados en las últimas elecciones de 2022.

## Líderes del partido
- Sir George Brown (1857-1867)
- Archibald Mckellar (1867-1868)
- Edward Blake (1868-1872) (primer ministro 1871-1872)
- Oliver Mowat (1872-1896) (primer ministro 1872-1896)
- Arthur Sturgis Hardy (1896-1899) (primer ministro 1896-1899)
- George Ross (1899-1907) (primer ministro 1899-1905)
- George Perry Graham (1907)
- Alexander Grant Mackay (1907-1911)
- Newton Wesley Rowell (1911-1917)
- William Proudfoot (1917-1919)
- Hartley Dewart (1919-1921)
- Wellington Hay (1921-1923)
- W.E.N. Sinclair (1923-1930)
- Mitchell Hepburn (1930-1942)
- Gordon Daniel Conant (en funciones) (1942-1943)
- Harry C. Nixon (1943-1944)
- Mitchell Hepburn (1944-1945)
- Farquhar Oliver (1945-1950)
- Walter Thompson (1950-1954)
- Farquhar Oliver (1954-1958
- John Wintermeyer (1958-1964
- Andy Thompson (1964-1966)
- Robert Nixon (1967-1976)
- Stuart Smith (1976-1982)
- David Peterson (1982-1990) (primer ministro 1985-1990)
- Robert Nixon (en funciones) (1990-1991)
- Murray Elston (en funciones) (1991)
- Jim Bradley (en funciones) (1991-1992)
- Lyn McLeod(1992-1996)
- Dalton McGuinty (1996-2013) (primer ministro 2003-2013)
- Kathleen Wynne (2013-2018) (primera ministra 2013-2018)
- John Fraser (en funciones) (2018-2020)
- Steven Del Duca (2020-actualmente)

## Resultados electorales
| Asamblea Legislativa de Ontario |         |             |          |           |        |           |                        |
| Elecciones                      | Escaños | ±           | Posición | Votos     | %      | Gobierno  | Líder                  |
| 1867                            | 41/82   |             | 2º       | 77.689    | 48,76% | Oposición | Archibald McKellar     |
| 1871                            | 43/82   | 2           | 1º       |           |        | Mayoría   | Edward Blake           |
| 1875                            | 49/88   | 6           | 1º       |           |        | Mayoría   | Oliver Mowat           |
| 1879                            | 57/88   | 8           | 1º       |           |        | Mayoría   | Oliver Mowat           |
| 1883                            | 48/88   | 9           | 1º       |           |        | Mayoría   | Oliver Mowat           |
| 1886                            | 57/90   | 9           | 1º       | 153.282   | 48,41% | Mayoría   | Oliver Mowat           |
| 1886                            | 53/91   | 4           | 1º       | 162.118   | 49,63% | Mayoría   | Oliver Mowat           |
| 1894                            | 45/94   | 8           | 1º       | 153.826   | 40,99% | Minoría   | Oliver Mowat           |
| 1898                            | 51/94   | 6           | 1º       | 202.332   | 47,29% | Mayoría   | Arthur Sturgis Hardy   |
| 1902                            | 50/98   | 1           | 1º       | 206.709   | 47,54% | Mayoría   | George William Ross    |
| 1905                            | 28/98   | 22          | 2º       | 198.595   | 44,61% | Oposición | George William Ross    |
| 1908                            | 19/106  | 9           | 2º       | 177.719   | 39,45% | Oposición | Alexander Grant MacKay |
| 1911                            | 22/106  | 3           | 2º       | 142.245   | 38,51% | Oposición | Newton Rowell          |
| 1914                            | 24/111  | 2           | 2º       | 184.660   | 37,92% | Oposición | Newton Rowell          |
| 1919                            | 27/111  | 3           | 2º       | 301.995   | 25,51% | Oposición | Hartley Dewart         |
| 1923                            | 14/111  | 13          | 3º       | 203.079   | 21,36% | Oposición | Wellington Hay         |
| 1926                            | 14/112  | Sin cambios | 2º       | 197.623   | 17,24% | Oposición | W.E.N Sinclair         |
| 1929                            | 13/112  | 1           | 2º       | 326.960   | 32,23% | Oposición | W.E.N Sinclair         |
| 1934                            | 65/90   | 52          | 1º       | 735.531   | 47,09% | Mayoría   | Mitchell F. Hepburn    |
| 1937                            | 63/90   | 2           | 1º       | 777.579   | 49,49% | Mayoría   | Mitchell F. Hepburn    |
| 1943                            | 15/90   | 48          | 3º       | 397.014   | 30,22% | Oposición | Harry Nixon            |
| 1945                            | 11/90   | 4           | 2º       | 475.029   | 26,90% | Oposición | Mitchell F. Hepburn    |
| 1948                            | 13/90   | 2           | 2º       | 515.795   | 29,34% | Oposición | Farquhar Oliver        |
| 1951                            | 7/90    | 6           | 2º       | 551.753   | 31,06% | Oposición | Walter Thomson         |
| 1955                            | 10/98   | 3           | 2º       | 577.774   | 32,80% | Oposición | Farquhar Oliver        |
| 1959                            | 21/98   | 11          | 2º       | 682.589   | 36,26% | Oposición | John Wintermeyer       |
| 1963                            | 24/108  | 2           | 2º       | 754.032   | 34,82% | Oposición | John Wintermeyer       |
| 1967                            | 28/117  | 4           | 2º       |           | 31,60% | Oposición | Robert Nixon           |
| 1971                            | 20/117  | 8           | 2º       |           | 27,80% | Oposición | Robert Nixon           |
| 1975                            | 36/125  | 16          | 3º       |           | 34,30% | Oposición | Robert Nixon           |
| 1977                            | 33/125  | 3           | 2º       | 1.042.474 | 31,19% | Oposición | Stuart Lyon Smith      |
| 1981                            | 33/125  | Sin cambios | 2º       | 1.065.569 | 33,48% | Oposición | Stuart Lyon Smith      |
| 1985                            | 48/125  | 15          | 2º       | 1.377.965 | 37,90% | Minoría   | David Peterson         |
| 1987                            | 95/130  | 47          | 1º       | 1.788.214 | 47,30% | Mayoría   | David Peterson         |
| 1990                            | 36/130  | 59          | 2º       | 1.302.134 | 32,40% | Oposición | David Peterson         |
| 1995                            | 30/130  | 6           | 2º       | 1.291.326 | 31,10% | Oposición | Lyn McLeod             |
| 1999                            | 35/103  | 5           | 2º       | 1.751.472 | 39,90% | Oposición | Dalton McGuinty        |
| 2003                            | 72/103  | 37          | 1º       | 2.090.001 | 46,40% | Mayoría   | Dalton McGuinty        |
| 2007                            | 71/107  | 1           | 1º       | 1.869.273 | 42,25% | Mayoría   | Dalton McGuinty        |
| 2011                            | 53/107  | 18          | 1º       | 1.625.102 | 37,65% | Minoría   | Dalton McGuinty        |
| 2014                            | 58/107  | 5           | 1º       | 1.862.907 | 38,65% | Mayoría   | Kathleen Wynne         |
| 2018                            | 7/124   | 51          | 3º       | 1.124.346 | 19,42% | Oposición | Kathleen Wynne         |
| 2022                            | 8/124   | 1           | 3º       | 1.116.961 | 23,85% | Oposición | Steven Del Duca        |